# Вітошув-Гурни
Вітошув-Гурни (пол. Witoszów Górny, нім. Ober Bögendorf) — село в Польщі, у гміні Свідниця Свідницького повіту Нижньосілезького воєводства.
Населення — 308 осіб (2011).
У 1975-1998 роках село належало до Валбжиського воєводства.

## Демографія
Демографічна структура станом на 31 березня 2011 року:
|          | Загалом | Допрацездатний вік | Працездатний вік | Постпрацездатний вік |
| -------- | ------- | ------------------ | ---------------- | -------------------- |
| Чоловіки | 157     | 40                 | 103              | 14                   |
| Жінки    | 151     | 21                 | 100              | 30                   |
| Разом    | 308     | 61                 | 203              | 44                   |